# Berliner Allgemeine Zeitung
Die Berliner Allgemeine Zeitung war eine Tageszeitung in Berlin von 1886 bis 1943.

## Geschichte
1886 wurde Das deutsche Blatt. Berliner Allgemeine Zeitung im W. Schwiering Verlag gegründet. Seit 1908 hieß sie Berliner Allgemeine Zeitung. 1909 kam sie zum Ullstein Verlag. 1922 wurde ihr die Berliner Abendpost eingegliedert. Auch nach dem Wechsel des Verlages 1934 unter nationalsozialistische Kontrolle erschien sie weiter  bis zum 28. Februar 1943.
Die Berliner Allgemeine Zeitung war etwas weniger spektakulär aufgemacht als die bekannten Ullstein-Blätter Berliner Morgenpost und B.Z. am Mittag. Sie enthielt zahlreiche Beilagen wie Lustige Blätter,  Kinder-Heim, Reich der Frau, Natur und Technik, Kunst, Wissen, Schrifttum, Kurszettel, Fern und nah, Deutsches Heim, Der Brummbär (Witze), Zeitbilder und Der Gerichtssaal, die täglich wechselnd erschienen und die besondere Attraktivität der Zeitung ausmachten. Daneben gab es viele weitere Informationen und Ratschläge wie  Sportberichte, Rätsel, Gärtnertipps, Fortsetzungsromane, Rezensionen von Kulturveranstaltungen, Kleinanzeigen und weiteres. Die politische Berichterstattung war liberal-demokratisch orientiert und etwas kritischer als bei den anderen Ullstein-Tageszeitungen ausgerichtet.